# Marcela
Marcela je žensko osebno ime.

## Izvor imena
Ime Marcela je ženska oblika moškega osebnega imena Marcel.

## Različice imena
- ženske različice imena: Marcelija, Marcelina, Marčela, Marsela
- moški različici imena: Marcel, Marcelin

## Pogostost imena
Po podatkih Statističnega urada Republike Slovenije je bilo na dan 31. decembra 2007 v Sloveniji število ženskih oseb z imenom Marcela: 100.

## Osebni praznik
V koledarju je ime Marcela zapisano 31. januarja (Marcela, spokornica, † 31. jan. 411) in 28. junija (Marcela, mučenka, † 28. jun. v 4. stoletju).  .